# Henry Wilberforce
Henry William Wilberforce (22. rujna 1807. – 23. travnja 1873.) bio je svećenik Anglikanske zajednice, obraćenik na katoličanstvo. Nakon toga bio je vlasnik novina, urednik i novinar.
Brat je Roberta Wilberforca, također bivšeg anglikanskog svećenika i obraćenika na katoličanstvo.